# Japonactaeon pusillus
Japonactaeon pusillus is een slakkensoort uit de familie van de Acteonidae. De wetenschappelijke naam van de soort is voor het eerst geldig gepubliceerd in 1843 door MacGillivray.